# Carlos Sánchez Moreno
Artikeln följer den spanska namnseden; faderns efternamn är Sánchez och moderns efternamn Moreno.
Carlos Alberto Sánchez Moreno, född 9 mars 1986 i Quibdó, Chocó, Colombia, är en colombiansk fotbollsspelare (mittfältare) som spelar för Santa Fe. 
Sánchez har tidigare spelat för uruguayanska Danubio och River Plate (UY), franska Valenciennes samt engelska Aston Villa.

## Klubbkarriär
Den 9 augusti 2018 värvades Sánchez av West Ham United, där han skrev på ett tvåårskontrakt. I juni 2020 lämnade han West Ham United i samband med att hans kontrakt gick ut. Den 4 mars 2021 skrev han på ett korttidskontrakt för resten av säsongen 2020/2021 med Watford.
I september 2021 skrev han på för colombianska Santa Fe.

## Landslagskarriär
Carlos Sánchez Moreno var uttagen i Colombias trupp vid fotbolls-VM 2014.